# Греко-католицька духовна семінарія у Відні
Генеральна греко-католицька духовна семінарія у Відні (також Варвареум, «Барбар́еум», нім. Barbareum) — перша греко-католицька духовна семінарія. Була заснована імператрицею Марією Терезією 1774 року у конвікті при церкві святої Варвари у Відні для навчання греко-католицьких священиків імперії Габсбургів .

## Відомості
Офіційна назва: «Королівська греко-католицька Генеральна Семінарія у Відні при св. Варварі» (лат. Regium generale Seminarium Graeco-Catholicum Viennae ad Sanctam Barbaram). У щоденному вжитку, потім офіційно була прийнята скорочена назва «Barbareum».
На момент відкриття для русинів (українців) було виділено 14 місць. За 10 років існування семінарії у ній навчалося 46 греко-католицьких студентів. З рядів випускників цієї семінарії згодом вийшло 6 єпископів, 10 професорів університету та єпархіальних семінарій, 8 ректорів семінарій і 8 письменників.
У 1783 р. було засновано Генеральну Духовну Семінарію (тепер Львівська духовна семінарія Святого Духа) у Львові, де продовжували свої студії студенти «Барбареум» родом з Галичини.
У 1784 р. семінарію «Барбареум» було вперше закрито, натомість в 1803 році відкрито як конвікт (до 1848), і вдруге відкрито у 1852 році і 13 липня 1893 року згідно з рішенням цісаря було остаточно закрито.

## Відомі люди

### Ректори
Ректорами в другий період існування семінарії — в 1852—1893 роках були:
- Спиридон Литвинович (1852—1857);
- Микола Нодь (1857—1862);
- Яків Ціпановський (1863—1874);
- Юліян Пелеш (1875—1883);
- Теофіль Сембратович (1883—1893).

### Випускники[5]
- Єпископ Мукачівської єпархії Олексій Повчій (1752—1831), навчався 1775—1778 рр.;
- Єпископ Львівської єпархії Микола Скородинський (1757—1805), навчався 1775—1780 рр.;
- Єпископ Пряшівської єпархії Григорій Таркович (1754—1841), навчався 1775—1778 рр.;
- Митрополит Галицької митрополії Антін Ангелович (1757—1814), навчався 1775—1781 рр.;
- Єпископ Крижевецької єпархії Костянтин Станич (1757—1830), навчався 1776—1778 рр.;
- Єпископ єпархії Орадя Самуїл Вулкан (1758—1839), навчався перед 1784 р.;
- Отець Янош Ляхович (1761—1827), навчався 1782—1784 рр.;
- Отець Михайло Гарасевич (1763—1836), навчався 1782—1784 рр.;
- Отець Михайло Щавницький (1754—1819), навчався 1775—1784 рр.;
- Іван Пулюй — фізик, винахідник, навчався в 1865—1869 рр.;
- Отець Іван Бартошевський — професор Львівського університету, доктор теології, навчався до 1879 р.